# La Machine humaine
La Machine humaine est un roman de Gabriel Veraldi publié en 1954 aux éditions Gallimard et ayant reçu la même année le prix Femina.

## Éditions
- La Machine humaine, éditions Gallimard, 1954.